# Sibrandus Stratingh

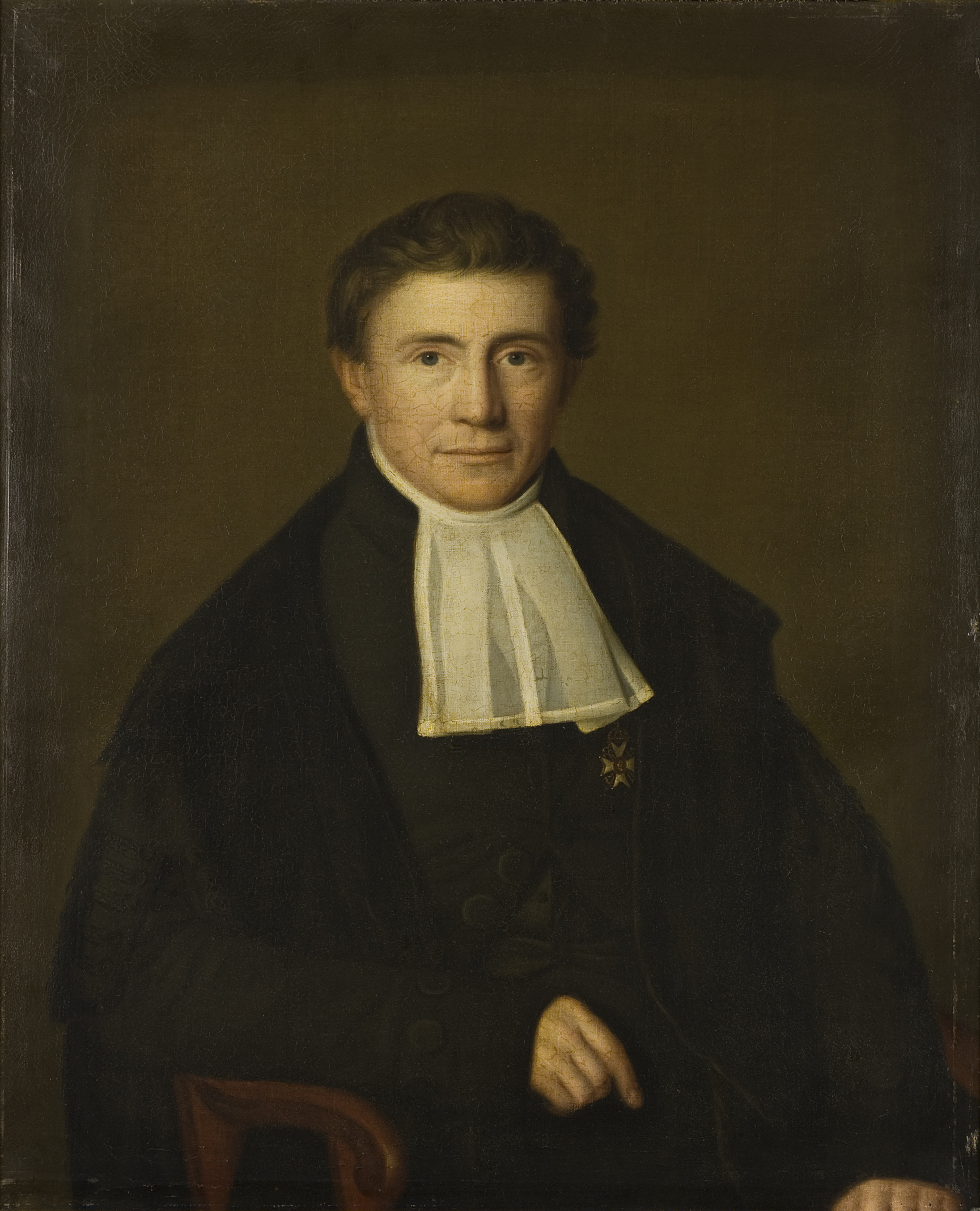
Portret van Sibrandus Stratingh (ca. 1850)

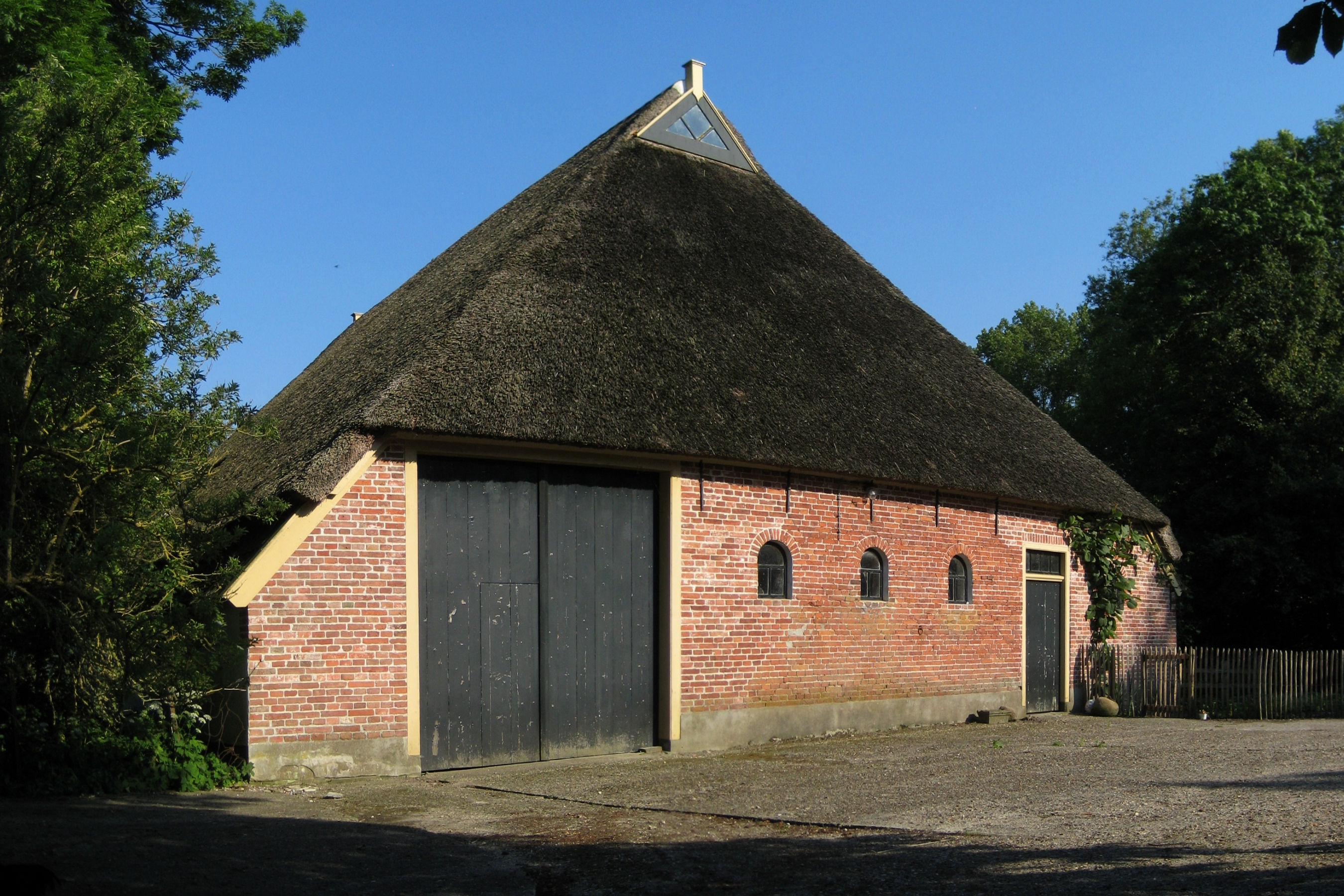
De achtergevel van boerderij Hunzeroord in de Koningslaagte in Groningen in 2010. Het pand werd in 1836 gebouwd in opdracht van Sibrandus Stratingh als boerenbedrijf annex zomerverblijf. In de gracht van Hunzeroord maakte hij in 1840 een proefvaart met een door hem ontwikkelde elektrische motorboot.

Sibrandus Stratingh (Adorp, 9 april 1785 - 15 februari 1841) was een Nederlandse hoogleraar scheikunde en uitvinder.

## Leven en werk
Stratingh werd geboren in het Groningse Adorp, waar zijn vader Everhardus Stratingh predikant was. Hij groeide echter op bij zijn oom Laurens Stratingh die apotheker in Groningen was en ging hier naar de Latijnse school. Op 13-jarige leeftijd begon hij met studeren op de Groningse universiteit, destijds Academie geheten. In 1801 richtte hij samen met zijn vriend Theodorus van Swinderen het ‘Genootschap ter bevordering der natuurkundige wetenschappen te Groningen’ op. Uiteindelijk werd hij in 1824 hoogleraar (algemene, toegepaste en farmaceutische) scheikunde aan de Rijksuniversiteit van Groningen.
In zijn leven heeft hij een aantal uitvindingen gedaan, onder andere met voortbeweging. Waarschijnlijk was Stratingh de eerste die in Nederland een voertuig met een motor (stoom in dit geval) bestuurde. Dit gebeurde al op 22 maart 1834, toen hij en zijn assistent, de Duitse instrumentmaker Christopher Becker de eerste "autorit" door de straten van Groningen maakten. Op 3 november 1835 maakte hij een tweede rit, van Groningen naar De Punt (een afstand van zo'n 20 kilometer). Kennelijk verliep de tocht zonder problemen. Een aantal nieuwsberichten getuigen van deze avonturen. Stratingh kreeg van de toenmalige koning Willem I een aanmoedigingspremie van 600 gulden. De koning wenste op de hoogte gehouden te worden van de uitvindingen van Stratingh en bracht hem in 1837 een bezoek.
Later zou Stratingh ook een elektrovoertuig op schaalmodel bouwen, dat bewaard is gebleven. Dit was het eerste elektrisch aangedreven voertuig in Nederland. Stratingh stierf plots op 56-jarige leeftijd.
Sibrandus Stratingh trouwde op 11 juli 1832 te Groningen met Rika van Eerde, dochter van de hoogleraar Jan Rudolf van Eerde. Hij was een broer van Gozewinus Acker Stratingh.

## Werken
- Specimen medicum inaugurale, exhibens observationem de haematemesi (Groningen 1809).
- Scheikundige verhandeling over eenige verbindingen van den phosphorus: voorgelezen in het natuur- en scheikundig genootschap (Groningen 1809).
- Scheikundig handboek voor essayeurs, goud- en zilversmeden (Groningen 1821).
  - Chemisches Handbuch für Probirer, Gold- und Silberarbeiter (vert. in het Duits: J.H. Schultes; Augsburg 1823).
- Scheikundige verhandeling over de cinchonine en quinine, bevattende eene opgaaf van derzelver verschillende bereidingen, eigenschappen, verbindinge en geneeskundige vermogens (Groningen 1822).
- Scheikundige verhandeling over de morphine, en andere hoofdbestanddeelen des opiums, bevattende eene opgaaf van derzelver geschiedenis, verschillende bereidingen, eigenschappen, verbindingen en geneeskundige vermogens, in verband met de bereidingen en eigenschappen der inlandsche opium-soorten (Groningen 1823).
- Redevoering ter plegtige nagedachtenis van wijlen den hoogleraar J.A. Uilkens (Groningen 1825).
- De chlorineverbindingen, beschouwd in hare scheikundige, fabrijkmatige, genees- en huishoudkundige betrekkingen (Groningen 1827).
  - Über die Bereitung die Verbindungen und die Anwendung des Chlors in chemischer, medicinischer, ökonomischer und technischer hinsicht (vertaling in het Duits: C.J. Kaiser; Ilmenau 1829).
- Beknopt overzicht over de leer der stochiometrie, dienstbaar gemaakt ter verklaring en aanwending van stochiometrische beweegbare cirkels (Groningen 1827).
- Sibrandi Stratingh Oratio de chemiae recentioris incrementis atque praestantia (inaugurele rede; Groningen 1825)
- Sibrandi Stratingh Oratio de continua et admiranda rerum metamorphosi chemica (rectorale rede; Groningen 1832).
- Verzameling van eenige losse stukken, uitgegeven of in verschillende maandwerken meegedeeld (2 dln.; 1806-1839).